# سوپر جام آسیا ۱۹۹۷
سوپر جام آسیا ۱۹۹۷ سومین دورهٔ سوپر جام آسیا که بین قهرمان جام باشگاه‌های آسیا ۹۷–۱۹۹۶ و قهرمان جام برندگان جام آسیا ۹۷–۱۹۹۶ انجام شد و این مسابقات توسط کنفدراسیون فوتبال آسیا برگزار شد.
تیم الهلال نماینده عربستان سعودی برای اولین بار قهرمان این دوره از رقابت‌ها شد.

## سوپر جام

### پوهانگ استیلرز
| حریفان              | مرحله             | نتیجه۱     | گلهای پوهانگ استیلرز                                 |
| ------------------- | ----------------- | ---------- | ---------------------------------------------------- |
| پی‌اس‌ام ماکاسار      | مرحله اول انتخابی | ۴–۱        | ?                                                    |
| تای‌فارمرز بانک      | مرحله دوم انتخابی | ۵–۱        | ?                                                    |
| یوکوهاما مارینوس    | مرحله گروهی       | ۲–۲        | لی یونگ-سانگ ۴۸'، راده بوگدانویچ ۷۵'                 |
| نیو رادیانت         | مرحله گروهی       | ۶–۰        | چو جین-هو ۳۲' ۴۹'(پ) ۸۳' ۸۹'، سرهی کونووالوف ۳۴' ۶۱' |
| چئونان ایلهوا چونما | مرحله گروهی       | ۰–۰        |                                                      |
| پیروزی              | نیمه نهایی        | ۳–۱        | پارک تائه-ها ۹' ۸۶'، یحیی گل محمدی ۵۵' (گل‌به‌خودی)    |
| چئونان ایلهوا چونما | فینال             | ۲–۱ (و. ا) | پارک تائه-ها ۷۸'، پارک جی-هو ۱۱۷'(پ)                 |

۱ گلهای پوهانگ استیلرز ابتدا محاسبه شده است.

### الهلال
| حریفان         | مرحله          | نتیجه۱            | گلهای الهلال                                          |
| -------------- | -------------- | ----------------- | ----------------------------------------------------- |
| القادسیه       | مرحله اول      | انصراف۲           | ?                                                     |
| العربی         | مرحله دوم      | ۷–۰               | ?                                                     |
| النصر          | یک چهارم نهایی | ۵–۰ انصراف۳       | ?                                                     |
| استقلال        | نیمه نهایی     | ۰–۰ (و. ا، ۵ پ ۴) |                                                       |
| ناگویا گرامپوس | فینال          | ۳–۰               | سامی الجابر ۱۶'، یوسف الثنیان ۷۵'، صلاح‌الدین بصیر ۸۲' |

۱ گلهای الهلال ابتدا محاسبه شده است.

۲ القادسیه بحرین انصراف داد.

۳ النصر عمان بعد از بازی اول انصراف داد.

## نتایج بازی
| تیم ۱  | نتیجه نهایی | تیم ۲          | بازی رفت | بازی برگشت |
| ------ | ----------- | -------------- | -------- | ---------- |
| الهلال | ۲–۱         | پوهانگ استیلرز | ۱–۰      | ۱–۱        |

### بازی اول
| الهلال          | ۱–۰ | پوهانگ استیلرز |
| --------------- | --- | -------------- |
| سامی الجابر ۳۲' |     |                |

### بازی دوم
| پوهانگ استیلرز | ۱–۱ | الهلال          |
| -------------- | --- | --------------- |
| سئو هیو-ون ۱۳' |     | ۵۰' سامی الجابر |

## قهرمان
| قهرمان سوپر جام آسیا ۱۹۹۷ |
| ------------------------- |
| الهلال                    |
| اولین قهرمانی             |